# Глория Гейнър
Глория Гейнър (на английски: Gloria Gaynor) е американска певица и композитор.

## Биография и творчество
Глория Гейнър, с рожд. име Gloria Fowles, е родена на 7 септември 1949 г. в Нюарк, Ню Джърси. Баща ѝ бил музикант и свирел в нощни клубове. Братята ѝ пеели в госпъл-група, но тя и най-малкият ѝ брат не били допуснати в нея.
Известна е най-вече с хитовете си от диско епохата „I Will Survive“ (1979), „Never Can Say Goodbye“ (1974), „Let Me Know (I Have A Right)“ (1980) и „I Am What I Am“ (1983).
В началото на кариерата си участва в джаз/поп групата „Soul Satisfiers“ (60-те години). Първият ѝ самостоятелен сингъл е She’ll „Be Sorry/Let Me Go Baby“ (1965).
Въпреки че след „I Am What I Am“ Гейнър трудно прави хитове в САЩ, голяма част от следващите ѝ сингли влизат в класациите на Обединеното кралство.
През 90-те години и последното десетилетие певицата се връща в американските класации. Издава нови албуми.